# NGC 2567
NGC 2567 é um aglomerado aberto na direção da constelação de Puppis. O objeto foi descoberto pelo astrônomo William Herschel em 1793, usando um telescópio refletor com abertura de 18,6 polegadas. Devido a sua moderada magnitude aparente (+7,4), é visível apenas com telescópios amadores ou com equipamentos superiores.